# Trung Trạch
Trung Trạch là một xã thuộc huyện Bố Trạch, tỉnh Quảng Bình, Việt Nam.

## Địa lý
Trung Trạch là một xã đồng bằng, nằm gần trung tâm của Huyện Bố Trạch.
Xã Trung Trạch có vị trí địa lý:
- Phía đông giáp Biển Đông
- Phía tây giáp thị trấn Hoàn Lão
- Phía tây bắc giáp xã Đồng Trạch
- Phía nam giáp xã Đại Trạch
- Phía bắc giáp xã Đức Trạch.

Xã Trung Trạch có diện tích 10,64 km², dân số 1.478 hộ, gồm 6.137 người, mật độ dân số đạt 527 người/km².
 Xã Trung Trạch thuộc vùng đồng bằng duyên hải Miền Trung, có địa hình tự nhiên bằng phẳng, độ dốc nền thấp. Cao độ tự nhiên trung bình 12.26m, cao nhất 18.96m. Khu dân cư có cao độ trung bình trên 4m so với mực nước biển. Nhìn chung địa hình chia thành 03 vùng rõ rệt: Vùng đồi cát cao, khu dân cư có độ cao trung bình và khu đồng ruộng và ao hồ có cao độ thấp hơn.
+ Khí hậu, thời tiết: Xã Trung Trạch cũng giống như các địa phương khác trong tỉnh Quảng Bình, đều chịu ảnh hưởng của vùng khí hậu nhiệt đới gió mùa, mưa nhiều, độ ẩm cao và bức xạ nhiệt lớn; tính khắc nghiệt của thời tiết thể hiện khá rỏ như: hạn hán gay gắt, gió Lào, bão lũ, mưa với cường độ lớn;
+ Nhiệt độ trung bình trong năm khoảng 25 -26 °C ; nhiệt độ thấp nhất vào tháng 11, 12 và tháng giêng nhiệt độ từ 13 - 15 °C (có khi nhiệt độ xuống 6 - 7 °C). Nhiệt độ cao nhất vào các tháng 5, 6, 7, 8 nhiệt độ cực đại khoảng 38- 40 °C . Biên độ nhiệt ngày và đêm thay đổi theo mùa: Mùa nắng chênh lệch nhiệt độ ngày và đêm 5-6 °C, mùa mưa chênh lệch nhiệt độ ngày và đêm khoảng 8 °C. Biên độ nhiệt giữa mùa mưa và mùa nắng khá cao khoảng 10-15 °C. Tổng tích ôn bình quân 9.490 °C.
+ Độ ẩm không khí thấp nhất từ tháng 5 đến tháng 8 ( 70 - 75 %), độ ẩm không khí cao nhất từ tháng 10 đến tháng 3 năm sau ( Khoảng 82 - 88 % )
+ Bình quân lượng mưa hàng năm khoảng 1.850 mm, các tháng có lượng mưa lớn nhất là tháng 9 - 11 ( Tháng 8 - 10 âm lịch) . Mùa mưa từ tháng 9 đến tháng 1 năm sau, lượng mưa khoảng hơn 70 % lượng mưa cả năm ( khoảng 1.300 mm ); Từ tháng 2 đến tháng 8 lượng mưa thấp ( Khoảng 500 – 700 mm ). Trong các tháng mưa nhiều thường do ảnh hưởng của gió bão, áp thấp và gió mùa Đông - Bắc ( Khoảng 4 - 5 cơn bão trong năm ), chúng thường gây nên úng, lụt ảnh hưởng lớn đến quá trình sản xuất nông nghiệp của nhân dân. Vào các tháng nắng nóng kèm theo ảnh hưởng của gió lào phơn nam ( Thổi từ Lào qua dãy Trường Sơn sang còn gọi là gió tây ) thổi mạnh vào các tháng 5, 6, 7 gây khô hạn ảnh hưởng xấu đến cây trồng, vật nuôi.
- Đất đai: Tổng diện tích tự nhiên:               1.064,61ha
Trong đó:      
+ Đất nông nghiệp:                    565.23ha
+ Đất phi nông nghiệp:               249.55ha
+ Đất chưa sử dụng:                   248.82 ha
- Đất phù sa, đất thịt:     Có tầng canh tác dày khoảng 30 cm, tập trung ở các cánh đồng thấp trũng.
- Đất sét: Tập trung rãi rác trên địa bàn xã với độ sâu trên 2m, loại đất này có thành phần cơ giới đất thịt nặng không thuận lợi cho việc canh tác, thường thiếu nước vào mùa khô.
- Đất cát ven biển: Nhóm đất này được hình thành do sự bồi đắp của phù sa biển, thành phần cơ giới hoàn toàn là cát, càng xuống dưới cát càng khô. Lớp mặt do tác động canh tác của con người nên mịn hơn.
Tài nguyên đất đai cơ bản thuận lợi cho việc canh tác. Do vậy, nếu phát huy tốt công tác thủy lợi nội đồng trên địa bàn toàn xã thì hiệu quả sử dụng đất nông nghiệp sẽ cao hơn.
Tình hình SX nông nghiệp: Gần 100% số hộ nông dân có đất canh tác, hộ có nhiều nhất là có 3 loại đất canh tác trồng lúa, màu, lúa màu và nuôi trồng thủy hải sản. Diện tích đất canh tác của các hộ từ 1.204  m2/khẩu với khoảng cách gần, thuận lợi cho công việc đồng áng.
Hiện trạng đất ở với bình quân m2 trên đầu người tương đối cao (TB khoảng 49,61 m2/ng).
Trong thời gian triển khai thực hiện Chương trình mục tiêu quốc gia về xây dựng NTM, địa phương đã phấn đấu đạt được một số thành tích đáng khích lệ như sau: Đời sống chính trị được tiếp tục giử vững; tình hình ANTT và ATXH được củng cố và phát huy; các công trình phục vụ dân sinh kinh tế, hạ tầng thiết yếu của nông thôn được triển khai xây dựng khang trang, bền vững và đẹp mỹ quan; một số mô hình sản xuất TTCN, ngành nghề nông thôn được hình thành; bước đầu hướng chuyển dịch lao động nông nghiệp sang CN - XD và TM - DV có chuyển biến tích cực, đời sống của dân cư nông thôn được nâng lên đáng kể: năm 2011 bình quân 10,4 triệu đồng/người/năm, đến năm 2023 bình quân đạt 66,5 triệu đồng; tỷ lệ hộ nghèo đến nay chỉ còn 0,8%; các tổ chức đoàn thể chính trị - xã hội đạt danh hiệu từ tiến tiến trở lên; phong trào xây dựng Làng văn hóa, Gia đình văn hóa đã trở thành nét đẹp trong tiềm thức và phong trào thi đua của cộng đồng dân cư.

## Lịch sử và truyền thống xã Trung Trạch[5]
Trung Trạch, một đơn vị hành chính cơ sở của Bố Chính Nội Châu ngày xưa và huyện Bố Trạch ngày nay.
Trải qua bao thăng trầm của lịch sử, bao cuộc biến thiên bình định, cát cứ, giao tranh của các triều đại phong kiến xưa, Trung Trạch đã nhiều lần thay đôi cương vực, địa danh, lãnh thổ, đơn vị hành chính và tên gọi.
Năm 1075, vua Lý Nhân Tông sai Lý Thường Kiệt đem quân đi tuần biên thuỳ vẽ địa đồ hình thế, núi sông rạch rõ cương giới lãnh thổ. Đồng thời xuống chiếu chiêu mộ dân vào vùng đất mới, tổ chức cai trị mở mang thôn ấp, giữ yên bờ cõi, đặt nền móng định cư. Đây là đợt di dân đầu tiên của cư dân miền ngoài vào đây làm ăn sinh sống.
Đến năm 1470, vua Lê Thánh Tông đánh thắng quân Chiêm ở Thuận Hoá, binh lính, tướng lĩnh theo vua “Nam chinh” ở lại đây làm ăn sinh cơ lập nghiệp. Ngoài dân phiêu tán ở vùng Thanh - Nghệ còn có các binh lính đóng ở đồn trại và các tội nhân đã tự nguyện đến khai khẩn đất hoang, mở đất lập làng. Trải qua hàng trăm năm miền đất xa lạ phía nam Hoành Sơn đã trở thành quê hương thứ hai của họ và trong thực tế đã trở thành nơi chôn nhau cắt rốn của biết bao thế hệ.
Theo Thiên Nam dư họ tập của Bản Triều có chép rằng đời Hồng Đức (năm 1497) định bản đồ có quy hoạch lãnh thổ theo từng Phủ, Huyện, Châu, Tổng, Xá, Thôn, Phường, Trang. Trong đó có 2 thôn: Thôn An Lão và thôn Mỹ Lộc trong hệ thống 16 thôn thuộc tông Lương Xá, châu Nam Bố Chính (Bố Chính Nội Châu). Đó chính là tiền thân của thôn Hoàn Lão và thôn Lộc Mỹ ngày nay.
Năm 1604, Thái tổ nhà Nguyễn (Nguyễn Hoàng) đổi phủ Tiên Bình thành phủ Quảng Bình, tên Quảng Bình được gọi bắt đầu từ đây.
Từ sông Gianh trở ra gọi là Bố Chính Ngoại Châu (huyện Quảng Trạch và Tuyên Hoá ngày nay) thuộc vua Lê - chúa Trịnh. Từ sông Gianh trở vào gọi là Bố Chính Nội Châu (BốTrạch ngày nay) thuộc chúa Nguyễn. Trung tâm của Bố Chính gọi là Dinh Ngói đặt tại làng Chánh Hoà.
Trong suốt 228 năm thời Trịnh - Nguyễn phân tranh, mảnh đất này thuộc quyền kiểm soát của chúa Nguyễn. Đến 1786 khỉ Nguyễn Huệ kéo quân ra Bắc xoá ranh giới sông Gỉanh và nhập 2 châu Nam - Bắc Bố Chính thành châu Thuận Chính.
Năm 1802, Nguyễn Phúc Ánh lên ngôi đặt niên hỉệu Gia Long đặt tên mới cho doanh Quảng Bình gồm có: Phủ Quảng Bình 2 huyện Phong Lộc, Lệ Thuỷ và 2 châu Bố Chính Nội - Ngoại.
Năm 1831, vua Minh Mạng đổi huyện Bố Chính thành huyện Bố Trạch và đặt trấn Quảng Bình thành tỉnh Quảng Bình.
Với tổng dân số: Trước năm 1945 toàn xã cũ có 6.000 dân, hiện nay có 21.111 ngưòi (Theo Niên giám thống kê năm 2005). Trong đó: Hoàn Lão 7.163 người, Trung Trạch 4.929 người, Đại Trạch 9.019 người. Mật độ dân số ở đây phân bố không đều, trung bình 717,2 người/km2. Trong đó: Hoàn Lão 1.302,6 người/km2, Trung Trạch 465,4 người/km2, Đại Trạch 363,1 nguời/km2.
Sau Cách mạng tháng Tám, các thôn: Hoàn Lão, Lộc Mỹ, Phường Bún, Đại Nam, Phường Hạ, Lý Nhân, Phúc Tự thuộc tổng Hoàn Lão. Từ tháng 7/1947 đến tháng 5/1955 hợp nhất 7 thôn của ba khu vục nói trên thành xã Trung Trạch. Từ tháng 6/1955 trờ đi xã Trung Trạch lại được tách thành 2 xã:
- Đại Trạch có các thôn: Đại Nam, Phương Hạ, Phúc Tự, Lý Nhân và Phường Bún.
- Trung Trạch có các thôn: Hoàn Lão và Lộc Mỹ.
Đến 15/10/1986, do nhu cầu đòi hỏi mỗi huyện phải có thị trấn để xây dựng trung tâm kinh tế, chính trị, văn hóa xã hội của huyện, do đố Trung Trạch lần thứ hai  lại được phân chia thành 2, đó là xã Trung Trạch và thị trấn Hoàn Lão, từ đó địa giới và tên gọi cũng thay đổi.
Đất Hoàn Lão đa phần từ Trung Trạch chuyển sang cộng với thôn Phường Bún (Đại Trạch) và khu vực từ cầu Mụ Bà, cầu Trong Ngang (Tây Trạch) trở xuống giáp bệnh viện Bố Trạch.
Trung Trạch – Hoàn Lão được phân chia thành 22 xóm: Nhà Màn, Cây Rõi, xóm Bứa, xóm Cụp, Bàu Bàng, xóm Đình, Đông Thượng, Đông Hạ, Ngầm Dài, xóm Chồn, xóm Treo, Thượng Lòi Truyện, Hạ Lòi Truyện (tức là Minh Lão và Vinh Lão), Lòi Lài, Đồng Bến, xóm Chùa, xóm Nhà Vồ, xóm Chợ, Đông Mỹ, Nam Mỹ, Tây Mỹ, Bắc Mỹ.
Nhà ở của nhân dân trước đây đa số làm nhà ba phòng, ba gian, hai mái theo kiểu tiền khách hậu chủ, có rầm tra ở phía trên để cất lúa, khoai, sắn khô và đề phòng mùa nước lũ lớn cả nhà lên tra ở tạm, mỗi hộ gia đình đều có hai ngôi nhà liền kề: nhà lớn để ở, thờ phụng tổ tiên, tiếp khách; nhà nhỏ dùng để nấu ăn, bỏ cối xay lúa, trày đạp… (dụng cụ giã gạo). Về sau có nhà làm nhà ở theo kiểu kéo xốc, rường cụt. Hiện nay đa số đã làm nhà xây cấp 4, cấp 3, một số nhà đã có 2-3 tầng để sinh hoạt. Ngày xưa mỗi xóm chỉ có một vài cái giếng đất, ngày nay mỗi nhà đã có một cái giếng xây sạch sẽ.
Nhân dân Trung Trạch vốn có truyền thống đoàn kết, thương yêu nhau trong khó khăn, trong lao động sản xuất và đời sống. Họ cùng nhau hợp sức lại lập các phường hội như: phường làm bún, phường dệt vải, phường làm bánh, phường buôn bán, phường đi săn, phường làm nhà. Họ đã biết phát huy tiềm lực tại chỗ, bằng sức lao động của chính mình phát triển các ngành nghề truyền thống: nuôi tằm, kéo tơ, dệt vải, thao, đũi, cắt may, mộc, rèn, cắt tóc, nề, đan lát, cắt thuốc bắc, khai thác lâm, hải sản, buôn bán, nấu đường, bắt chim, bắt lươn, làm nón, hát bội … tạo ra sản phẩm có giá trị, không chỉ phục vụ cho nhân dân trong xã mà còn trao đổi buôn bán với các nơi khác thông qua chợ An Lão, sau này gọi là chợ Đón, hiện nay là chợ Hoàn Lão, trung tâm thương mại của huyện Bố Trạch. Vì thế người dân Trung Trạch – Hoàn Lão có nghề chạy chợ từ rất sớm. Đây là một lợi thế quan trọng mà các nơi khác trong huyện không thể có là chợ Hoàn Lão đóng ngay trên địa phận của xã. Người dân đã biết tận dụng lợi thế này để tạo thêm thu nhập cho gia đình. Nhiều gia đình cũng trở nên khá giả.
Xã Trung Trạch xưa có 18 dòng họ, đến nay theo số liệu điều tra năm 2007 (Qua điều tra gia phả của các dòng họ) thì Trung Trạch có tới 45 dòng họ nằm rải rác trong các thôn, xóm, trong đó có 10 họ Nguyễn, 9 họ Phan, 8 họ Trần, 5 họ Lê, 3 họ Phạm, còn các dòng họ khác như họ Đỗ, Trang, Quách, Từ, Phương, Hoàng, Châu, Tạ (Dương, Kiều, Lâm) chỉ có 1 họ. Làng Lộc Mỹ có 4 họ Nguyễn, 7 họ Phan, 3 họ Trần, 1 họ Đỗ. Trước đây Trung Trạch có một hệ thống đình, chùa, miếu, am nấp dưới cây cổ thụ thiêng liêng thờ thần, thờ thánh và thờ những người có công với dân với nước. Mỗi dóng họ ở đây đều có một nhà thờ riêng, mỗi thôn (làng) có một chùa Phật giáo, một đền Khổng Tử và một đình làng để tế lễ Thành hoàng. Đây là nơi lưu giữ các bảng vàng, bia đá, sắc phong của các dòng họ, của làng, đống thời là nơi nhóm họp dân làng để bàn việc tế lễ hàng năm.
Mỗi xóm có 1 cái am để thờ bà Thổ, bà Hỏa và các vị thần linh có công với làng, với xóm. Các họ đều có miếu để thờ các vị chức sắc, các vị có công với đất nước trong dòng họ. Từ đình đến am, miếu đều có 1 ông Từ trông nom, hương khói và dọn dẹp. Hàng năm cứ đến 30, mồng một, mười bốn, rằm hàng tháng, Tết âm lịch đều thắp hương, đăng (nhang đèn) tế lễ. Đến thời Pháp thuộc, có hai nhà thờ Công giáo chủ yếu phục vụ cho binh lính và vợ con ngoan đạo đến làm lễ. Trong những năm chiến tranh, các đình chùa miếu mạo, các nhà thờ họ bị tàn phá, mai một do bom đạn hoặc bị phá sau cải cách ruộng đất. Đến nay một số đã được xây cất lại, mồ mã đã được quy tập về một mối theo khuôn viên nghĩa địa của dòng họ. Ngoài việc đóng góp xây mộ, xây nhà thờ, hiện nay các dòng họ còn động viên con cháu với lòng hảo tâm “góp gió thành bão”, xây dựng quỹ khuyến học để khích lệ, động viên con cháu học giỏi, đỗ đạt cao, ở xã (thị trấn) có quỹ khuyến học để động viên con em trong xã. Đặc biệt hàng năm, cứ đến ngày mồng 5 tháng 5 âm lịch (tết Đoan Ngọ) ở Trung Trạch, lễ cầu mùa được tổ chức với lễ nghi hoành tráng, đậm đà bản sắc dân quê. Trong những ngày này mọi người đều phải tập trung ra ngoài đồng để làm lễ với mong muốn “mưa thuận gió hoà” mong trời, mong đất phù hộ độ trì cho dân làng mùa màng bội thu.
Nhân dân Trung Trạch không những giữ vững tập tục cội nguồn mà còn có một đời sống văn hoá tinh thần khá phong phú và đa dạng. Hàng năm khi xuân về, tết đến hoặc các ngày lễ hội của làng, của xã đều có tổ chức biểu diễn văn nghệ bằng các tiết mục tự biên, tự diễn “cây nhà lá vườn” hoặc tổ chức các trò chơi dân gian như: đánh đu, kéo co, cờ tướng, bài chòi, tam cúc, xóc dĩa, cướp cù, tôm cua rùa cá, lại là nơi có phong trào bóng đá, bóng chuyền sôi nổi, nhiều điệu hò mơn man, tha thướt, đậm sắc dân dã thôn quê. Trong những đêm trăng thanh gió mát, bên cối gạo xoay tròn vang lên những điệu hò giã gạo của các đôi lứa gái trai. Trên các bờ ruộng bậc cao, bậc thấp những đám thanh niên tát nước đêm trăng chia thành 2 phe đối đáp gợi tình với các điệu hò hụi, hò khoan, hò vấn đáp ví von.
Anh ơi buông câu thả lưới cho dài
Họa may con cá lớn lạc loài nó vô
           Đáp lại: Con cá thia thia yếng bóng trong cội cây Tùng
  Bởi anh bôống bắt thì cá vùng cá đi.
Tất cả các hoạt động đó đã làm phong phú thêm về cuộc sống tinh thần của ngưòi dân nơi đây.
Dưới chế độ thực dân phong kiến, cuộc sống dân làng vô cùng đói kém lại cộng thêm nhiều phong tục, lễ nghi phiền hà. So với các địa phưong khác việc dựng vợ gả chồng ở Trung Trạch khá nặng nề, việc gả bán, sửa sinh, sửa định là cha mẹ đặt đâu con ngồi đó; lễ cưói hỏi vào buổi tối diễn ra nhiều cung đoạn, nhiều bước khá phức tạp như: Nạp thái (thăm dò nhà có con gái); Vấn danh (dò tính nết thế nhân, ứng xử); Nạp cát (đi lại làm quen); Nạp trưng (đem lễ vật đi hỏi); Thịnh kỹ (xin định ngày giờ làm hôn lễ); Thân nghênh (lễ rước dâu). Đi đôi với việc cưới hỏi, việc tang hiếu cũng không kém phần phiền toái và lắm thủ tục như: Lễ yết cáo gia tiên; thiết lập linh vị; lễ thành phục; lễ khai huyệt; lễ hồi linh; lễ thành khóc; tuần 49 ngày; tuần 100 ngày; chẵn năm (tiểu tường) giảm phục; mãn viên (đại tường); lễ đàm tế (kéo dài thêm 3 tháng 10 ngày) cho sửa mả dài sang mả tròn, vợ hoặc chồng của người quá cố, con trai trưởng, cháu đích tôn...
Các tập tục xã hội như: ma chay, đồng bóng, bói toán, cờ bạc, rượu chè... còn phổ biến và lãng phí, nay tuy có thuyên giảm nhưng chưa được nhiều. Đặc biệt những nhà khá giả hay sinh ra lễ ngãi.
Nhân dân Trung Trạch mặc dầu sóng chủ yếu vào nghề làm ruộng và một số ngành nghề phụ khác, cuộc sống vật chất rất khó khăn, túng thiếu nhưng vẫn rất hiếu học. Trong gia phả các dòng họ còn lưu giữ nhiều bảng vàng, sắc phong của những người con quê hương say mê học tập. Nhiêu vị khoa bảng co danh tiếng được ghi lại trong sử sách các triều đại phong kiên như:
Ngọc Lộ đại tướng quân (dòng họ Nguyễn Khắc) thế kỷ XV - XVI đã khởi xướng có công xây dựng đình làng Hoàn Lão.
Nguyễn Hữu Ứng làm quan thái giám ở Nam Đàn - Nghệ An (thuộc dòng họ Nguyễn Hữu) tặng cho làng Hoàn Lão một chuông to thờ chùa Lòi Tự. Họ Nguyễn Văn có Nguyễn Văn Hài làm tri huyện ở Diễn Châu - Nghệ An thời vua Khải Định.
Lê Hữu Thuần (thuộc dòng họ Lê Hữu) làm quan dưói ba triều đại nhà vua: Minh Mạng, Thiệu Trị, Tự Đức (năm 1857 thời vua Tự Đức) ông được phong chức Tham tri Bộ Chính tỉnh Hải Dương.
Nguyễn Huyên đậu khoa bảng năm 1878 thời vua Tự Đức.Trần Công Sửu (thuộc dòng họ Trần Công) Đô đốc Hải quân ở Huế thế kỷ XVIII và 4 Thái Sư (trong dòng họ Phan Công) đó là:
Phan Công Thố thời Minh Mạng (1820-1840)
Phan Công Kiềm thời tự Đức (1848-1883)
Phan Công Đống thời Hồ Quý Ly (1400)
Phan Công Miên thời Nguyễn Hoàng Tông (1916-1925)
Họ Đỗ Văn có ông Đỗ Văn Tuyển làm quan khâm sai thời vua Khải Định (năm thứ 10).
Truyền thống hiếu học càng được vun đắp và phát huy mạnh mẽ qua các thế hệ nối tiếp đã sản sinh ra nhiều nhà trí thức. Theo số liệu thống kê chưa đầy đủ, hiện nay ở Hoàn Lão đã có 8 tiến sỹ, 27 thạc sỹ, 1 nhạc sỹ và hàng trăm bác sỹ, kỹ sư, cử nhân đang công tác trên mọi miền đất nuớc.
Từ sau cải cách giáo dục đến nay, tầng lớp con em, gia đình, dòng họ đã phát huy truyền thống hiếu học của quê hương, số lượng học sinh giỏi các cấp tăng gấp bội, chất lượng năm sau cao hơn năm trước. Hàng năm số học sinh thi đậu tốt nghiệp chuyển cấp đạt tỷ lệ khá cao, số học sinh thi đậu vào các trường trung học, cao đẳng, đại học ngày càng nhiều, có em cùng một lúc thi đậu 2 trường, đặc biệt có học sinh Lê Vũ Hoàng nhà nghèo, mẹ bị bệnh hiểm nghèo nằm tại bệnh viện, nhưng vói ý chí và nghị lực, bằng mọi khó khăn vươn lên giành thắng lợi trong cuộc thi “Đường lên đỉnh Olimpia” năm 2006, đạt giải nhất trong niềm thán phục, ngợi ca của đồng bào cả nước, cả tỉnh, cả huyện và xã nhà. Trong các dòng họ hiếu học tiêu biểu là họ Trang bình quân mỗi hộ có 2 đại học, là dòng họ có 2 tiến sĩ. Họ Trang đã được tỉnh cấp bằng dòng họ hiếu học.
Sống trên phần đất hẹp nhất của Tổ quốc, cùng với nhân dân cả tỉnh, cả huyện, người dân Trung Trạch phải chứng kiến, chịu đựng nhiều nỗi đau, mất mát do giai cấp thống trị và các thế lực phong kiến, đế quốc gây ra. Mảnh đất đau thương này cũng là nơi thử thách, tôi luyện con người trở nên kiên cường bấ khuất. Chính vì vậy xuyên suốt cả quá trình tồn tại và phát triển của quê hương Trung Trạch - Hoàn Lão, là truyền thống yêu nước thiết tha, tinh thần chống giặc ngoại xâm, chống lại các thế lực phản động hết sức quyết liệt của con người nơi đây.
Trước Cách mạng tháng Tám năm 1945 nhiều người đã sớm giác ngộ cách mạng tham gia các tổ chức tiền thân của Đảng, đã được Nhà nước công nhận là lão thành cách mạng như ông: Quách Sỹ Tuân, ông Quách Tố Am, ông Quách Sỹ Kha, ông Quách Vịnh và cán bộ tiền khởi có các ông: Châu Triêm, ông Nguyễn Chiệc, ông Trần Đình Kính, ông Lê Xuân Hoàng, ông Nguyễn Kim Hoè, ông Phan Văn Thưởng, ông Phan Văn Khúc, Thiếu tướng Phan Khắc Hy và bà Châu Thị Lợ. Ngoài các anh hùng liệt sỹ: Quách Xuân Kỳ, anh hùng LLVT trong thời kháng chiến chống Mỹ; Anh hùng liệt sỹ Nguyễn Viết Cù và anh hùng Nguyễn Văn Mật, còn có 9 bà mẹ Việt Nam anh hùng và 3 gia đình có công với cách mạng đó là: gia đình cụ Ngữ, chị Kết ở xóm Đồng Bến, gia đình mẹ Lợ ở xóm Minh Lão. Nhiều cán bộ trung, cao cấp của Đảng, của quân đội là người của địa phương đã có nhiều công lao đóng góp cho sự nghiệp cách mạng của dân tộc qua hai cuộc kháng chiến.
Trong cuộc đấu tranh chóng giặc ngoại xâm của dân tộc ta, nhân dân Trung Trạch đã xác định vị trí chiến lược hết sửc quan trọng của địa phương và luôn nhận rõ trách nhiệm của mình trước sứ mệnh lịch sử của huyện Bố Trạch, chính vì vậy dưới sự lãnh đạo của Đảng, nhân dân Trung Trạch cùng nhân dân cả huyện đứng lên chống lại kẻ thù, giải phóng quê hương. Trong kháng chiến chống thực dân Pháp nhân dân Trung Trạch đã bám đất, bám làng tổ chức chiến đấu, liên tiếp giành nhiều thắng lợi, xoá bỏ ách thống trị của thực dân Pháp trên quê hương. Thấm nhuần lời dạy của Bác “không có gì quý hơn độc lập tự do” trong kháng chiến chống Mỹ cứu nước. Thực hiện tay cày, tay súng “một tấc không đi, một ly không rời” bám làng mà chiến đấu, bám hố bom mà sản xuất thâm canh với quyết tâm “Một người làm việc bằng hai” vì miền Nam thân yêu, vì Trị Thiên ruột thịt, sẵn sàng đáp ứng yêu cầu của tiền tuyến: “Thóc không thiếu một cân, quân không thiếu một ngưòi”, “Xe chưa qua, nhà không tiếc”, “Đường chưa thông không tiếc máu, tiếc xương”, góp phần giải phóng miền Nam thống nhất Tổ quốc, cùng nhân dân cả nước viết lên những trang sử hào hùng, oanh liệt.
Điều kiện địa lý, hoàn cảnh lịch sử và quá trình đấu tranh chống thiên tai, địch hoạ đã hun đúc nên bản sắc, cốt cách, đức tình quý báu của nhân dân Trung Trạch: Cần kiệm, giản dị, nhân ái, giàu lòng yêu nước, kiên trì bền bỉ, kiên cường bất khuất, chịu đựng gian khổ, hy sinh và đoàn kết cộng đông. Truyên thông ấy đã và đang được kế thừa, phát huy trong công cuộc đổi mới. Từ miền quê “nghèo đói”, “cơm không đủ ăn, áo không đủ mặc” thành một làng quê phát triển với 100% nhà có điện thắp sáng, hiện nay chỉ còn 0,8% hộ nghèo, hệ thống cơ sở hạ tầng, cơ sở điện, đường, trường, trạm khá hoàn chỉnh sánh ngang cùng các địa phuơng khác trong huyện.
Nhân dân và Đảng bộ xã Trung Trạch ra sức phấn đấu xây dụng xã Trung Trạch . thành một địa phương giàu về kinh tế, vững về an ninh quốc phòng, đẹp về văn hoá - xã hội, góp phần thắng lợi sự nghiệp công nghiệp hóa, hiện đại hóa quê hương, đất nước

## Du lịch và phát triển kinh tế tại Trung Trạch
Những trải nghiệm thú vị tại biển Trung Trạch, Bố Trạch, Quảng Bình
Biển Trung Trạch là một trong những bãi biển đẹp và hoang sơ nhất của tỉnh Quảng Bình. Nằm ẩn mình giữa những cánh đồng lúa xanh mát và những ngôi làng ven biển bình yên, Trung Trạch mang đến cho du khách một không gian thư giãn tuyệt vời, thoát khỏi sự ồn ào của thành phố.
Biển Trung Trạch nằm ở huyện Bố Trạch, tỉnh Quảng Bình, là một bãi biển hoang sơ và ít người biết đến. Nơi đây nổi bật với bãi cát trắng mịn trải dài, làn nước biển trong xanh cùng khung cảnh thiên nhiên thanh bình, chưa bị ảnh hưởng nhiều bởi du lịch đại trà.
Biển Trung Trạch không chỉ thu hút du khách bởi vẻ đẹp yên bình mà còn là nơi để trải nghiệm cuộc sống ngư dân địa phương. Vào mỗi buổi sáng sớm, bạn có thể thấy hình ảnh thuyền bè tấp nập trở về sau những chuyến đánh bắt đêm, mang lại không khí sống động nhưng vẫn rất gần gũi.
Đây là điểm đến lý tưởng cho những ai muốn thoát khỏi nhịp sống ồn ào, tìm đến sự thanh tĩnh, hòa mình với thiên nhiên và khám phá văn hóa miền biển của Quảng Bình. Biển Trung Trạch cách thành phố Đồng Hới (cổng chào) 12 km về phía Bắc.

### Tắm biển và thư giãn trên bãi cát hoang sơ
Tắm biển và thư giãn trên bãi cát hoang sơ tại Trung Trạch là một trải nghiệm tuyệt vời cho những ai muốn tìm kiếm sự yên bình và thư giãn giữa thiên nhiên. Bãi biển ở đây nổi bật với cát trắng mịn, sạch sẽ, cùng làn nước biển trong xanh mát lạnh. Vì chưa bị ảnh hưởng nhiều bởi các hoạt động du lịch, Trung Trạch vẫn giữ được vẻ đẹp nguyên sơ, lý tưởng cho những người yêu thích sự tĩnh lặng.
Du khách có thể thả mình trong làn nước mát lành, tắm nắng trên bãi cát, hoặc đơn giản là nằm thư giãn, ngắm nhìn khung cảnh biển cả mênh mông. Tiếng sóng vỗ nhẹ nhàng, không khí trong lành, mùi hương của biển sẽ giúp bạn xua tan mọi căng thẳng và mệt mỏi của cuộc sống hàng ngày.
Đây cũng là địa điểm lý tưởng để tổ chức các buổi dã ngoại, picnic cùng gia đình hay bạn bè trên bãi biển, tận hưởng không gian tự nhiên thoáng đãng.
Thưởng thức hải sản tươi ngon:
Thưởng thức hải sản tươi ngon tại biển Trung Trạch là một trong những trải nghiệm không thể bỏ qua khi đến vùng biển này. Với nguồn hải sản dồi dào, được đánh bắt ngay tại chỗ, du khách sẽ có cơ hội nếm thử các món ăn biển vừa tươi ngon vừa mang đậm hương vị của vùng quê biển Quảng Bình. Một số loại hải sản nổi bật bạn có thể thưởng thức:
- Cá, mực, tôm, cua và ghẹ: Đây là những loại hải sản phổ biến và luôn tươi ngon. Bạn có thể chọn cách thưởng thức đơn giản như hấp, nướng hoặc xào để cảm nhận hương vị tự nhiên của chúng.
- Sò điệp, hàu nướng: Đặc biệt ngon khi nướng mỡ hành hoặc phô mai, đây là những món hải sản thơm ngon rất được ưa chuộng.
- Cá thu nướng và các loại gỏi hải sản: Được chế biến theo cách truyền thống của người dân địa phương, những món này mang hương vị độc đáo và khó quên.

### Câu cá biển và thám hiểm ven bờ
Trung Trạch có vùng biển đa dạng với nhiều loại cá, tạo điều kiện lý tưởng cho những chuyến câu cá biển. Tham gia các chuyến câu cá cùng ngư dân địa phương, họ sẽ đưa bạn ra khơi bằng thuyền nhỏ, đến các điểm câu nơi có nhiều cá. Bạn sẽ được trải nghiệm quy trình từ chuẩn bị mồi câu cho đến cảm giác phấn khích khi bắt được những con cá tươi ngon. Nếu không thích ra xa bờ, bạn có thể câu cá ngay tại bãi biển. Đây là một hoạt động đơn giản, nhưng lại rất thú vị khi bạn thư giãn dưới ánh nắng và nghe tiếng sóng vỗ.
Ngoài câu cá, việc đi bộ dọc theo bờ biển Trung Trạch cũng là một trải nghiệm đáng nhớ. Bãi biển ở đây chưa bị tác động nhiều bởi con người, nên vẫn giữ nguyên vẻ hoang sơ. Khi thủy triều rút, các bãi đá và rặng san hô lộ ra, là cơ hội để bạn thám hiểm và chiêm ngưỡng vẻ đẹp tự nhiên của biển. Bạn có thể tìm thấy những sinh vật biển nhỏ như ốc, sò, hoặc nhặt những vỏ sò đẹp mắt. Không gian ven biển yên tĩnh, thoáng đãng với gió biển mát lành rất phù hợp cho việc đi dạo và hít thở không khí trong lành. Bạn có thể chiêm ngưỡng cảnh bình minh hoặc hoàng hôn lãng mạn, mang lại cảm giác bình yên.
Phát triển kinh tế:
Trên địa bàn xã hiện có hơn 60 doanh nghiệp thành lập có trụ sở đóng tại địa bàn xã 

## Giáo dục
Trên địa bàn xã có Trung tâm giáo dục nghề nghiệp, giáo dục thường xuyên của huyện Bố Trạch
Xã có hệ thống giáo dục hoàn chỉnh: Trường mầm non Trung Trạch, Trường Tiểu Học Trung Trạch, Trường THCS Trung Trạch. Các trường đều được công nhận là trường đạt chuẩn quốc gia.
Trường THCS Trung Trạch đã trải qua gần 60 năm phấn đấu và trưởng thành, bao thế hệ thầy, cô giáo và học sinh đã nối tiếp nhau tô thắm thêm truyền thống vẻ vang của mảnh đất Trung Trạch hiếu học và giàu tinh thần Cách mạng. Với sự nỗ lực cố gắng của thầy trò nhà trường, năm 2015, trường đã được công nhận là trường đạt chuẩn Quốc gia. Tới năm 2020 trường lại tiếp tục được công nhận đạt chuẩn Quốc gia mức độ 1. Cơ sở vật chất được đầu tư đồng bộ, khuôn viên mở rộng với diện tích hơn 6.000 m2, có đầy đủ khu hiệu bộ, phòng học, phòng chức năng, phòng đồ dùng, phòng y tế, phòng bộ môn, phòng đa năng, phòng thể chất, phòng tin học, thư viện… với các trang thiết bị dạy học hiện đại, đáp ứng yêu cầu của ngành Giáo dục và Đào tạo trong thời kỳ mới.

## Hành chính
Xã Trung Trạch được chia thành 8 thôn: 1, 2, 3, 4, 5, 6, 7, 8.